# Hajo Schomerus

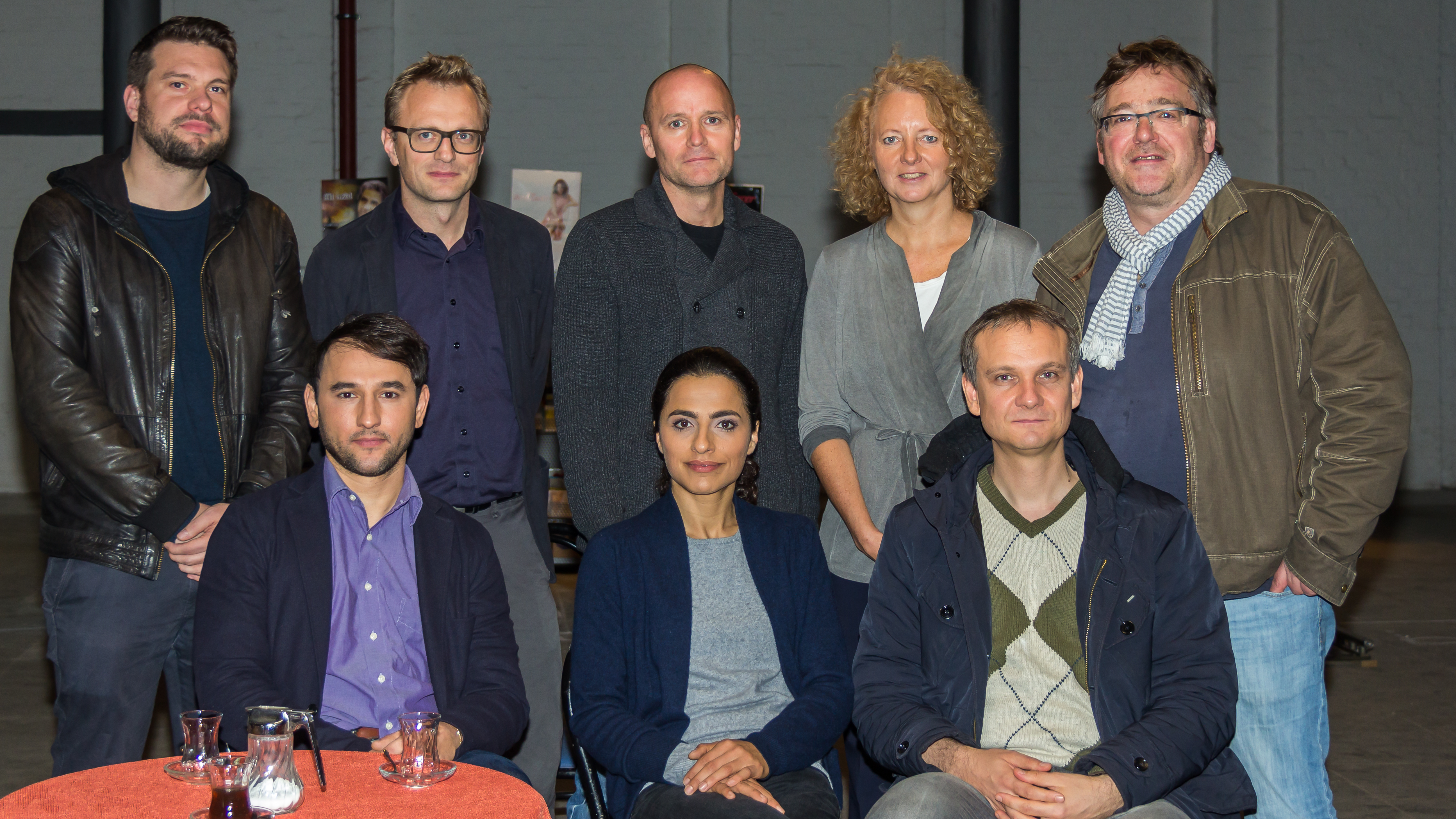
Stehend: Sven Ilgner (Film- und Medienstiftung NRW), Kameramann Hajo Schomerus, Regisseur Andreas Maus, WDR-Redakteurin Jutta Krug, Produzent Herbert Schwering. Sitzend: Taner Sahintürk, Sesede Terziyan und Sebastian Weber (2014)

Hajo Schomerus (* 25. März 1970 in Hannover) ist ein deutscher Kameramann und Regisseur.

## Leben
Hajo Schomerus studierte Film- und Fernsehkamera an der Fachhochschule Dortmund. Praxissemester am Anthology Film Archives, New York, bei Jonas Mekas, Auslandssemester am Film and Television Institute of India in Pune, Indien. Sein Abschlussfilm Ich und das Universum wurde unter anderem mit dem Preis der deutschen Filmkritik als „Bester Kurzfilm“, dem Jameson Award und dem Prix UIP in Sarajewo ausgezeichnet und erhielt eine Nominierung für den Europäischen Filmpreis.
Hajo Schomerus war als Kameramann an zahlreichen Kino- und Fernsehproduktionen beteiligt. 
Der Kino-Dokumentarfilm Im Haus meines Vaters sind viele Wohnungen, Kinostart 2010, ist sein erster abendfüllender Film als Regisseur.

## Filmografie (Auswahl)
- 2002: SAINKHO – A Voice On The Edge, mit anderen
- 2002: Narren, zusammen mit Olaf Hirschberg
- 2003: Das Goebbels-Experiment
- 2003: Magic Eye, mit anderen
- 2003: Ich und das Universum, Buch, Regie und Kamera[2]
- 2004: Lost in Liberia (Regie: Luzia Schmid)
- 2004: Geschwister Vogelbach
- 2005: Ich, Reich-Ranicki
- 2006: Benidorm
- 2010: Im Haus meines Vaters sind viele Wohnungen, Regie und Kamera
- 2010: The Real American-Joe McCarthy
- 2011: Schönheit
- 2011: Peak – Über allen Gipfeln, zusammen mit Thilo Schmidt
- 2013: Mein Weg nach Olympia
- 2013: Die Familie mit den Schlittenhunden
- 2013: Der Blick in den Abgrund
- 2014: 10 Milliarden – Wie werden wir alle satt?
- 2015: Grenzbock
- 2015: Der Kuaför aus der Keupstrasse
- 2016: Kokolampy, Buch, Regie und Kamera[3]
- 2017: Mr Gay Syria
- 2018: Es hätte schlimmer kommen können – Mario Adorf
- 2019: Der Ast auf dem ich sitze
- 2020: Hyperland
- 2020: Vatersland
- 2023: Olaf Jagger
- 2025: Ich will alles. Hildegard Knef

## Auszeichnungen
- 2000: Internationale Jugendfilmtage Hamburg Kamera Award für Schön 2000
- 2003: Preis der deutschen Filmkritik Bester Deutscher Kurzfilm
- 2003: Europäisches Filmfest Stuttgart-Ludwigsburg Deutscher Kurzfilm-Förderpreis
- 2003: Internationales Kurzfilmfestival Hamburg-Publikumspreis für Ich und das Universum
- 2004: Sarajevo Prix UIP für Ich und das Universum
- 2006: XXVIII Mostra de Valencia: Mejor Fotografia für Magic Eye
- 2011: Preis der deutschen Filmkritik Bester Dokumentarfilm für Im Haus meines Vaters sind viele Wohnungen[4]